# 400 meter för herrar i friidrott vid olympiska sommarspelen 1972
400 meter herrar vid olympiska sommarspelen 1972 i München avgjordes 3 september och 7 september. 

## Medaljörer
| Gren      | Guld               | Guld  | Silver            | Silver | Brons             | Brons |
| 400 meter | Vince Matthews USA | 44,66 | Wayne Collett USA | 44,80  | Julius Sang Kenya | 44,92 |

## Resultat
- Q innebär avancemang utifrån placering i heatet.
- q innebär avancemang utifrån total placering.
- DNS innebär att personen inte startade.
- DNF innebär att personen inte fullföljde.
- DQ innebär diskvalificering.
- NR innebär nationellt rekord.
- OR innebär olympiskt rekord.
- WR innebär världsrekord.
- WJR innebär världsrekord för juniorer
- AR innebär världsdelsrekord (area record)
- PB innebär personligt rekord.
- SB innebär säsongsbästa.

### Heat
Heat ett
| Placering | Namn                      | Nationalitet        | Tid   |
| --------- | ------------------------- | ------------------- | ----- |
| 1         | Andrzej Badeński          | Polen               | 46,21 |
| 2         | Charles Joseph            | Trinidad och Tobago | 46.38 |
| 3         | Mulugetta Tadesse         | Etiopien            | 46.38 |
| 4         | Wickramesinghe Wimaladasa | Ceylon              | 46.62 |
| 5         | Bjarni Sefánsson          | Island              | 46.76 |
| 6         | Jozo Alebić               | Jugoslavien         | 47.01 |
| 7         | Silver Ayoo               | Uganda              | 47.04 |
| 8         | Nusrat Iqbal Sahi         | Pakistan            | 49.57 |

Heat två
| Placering | Namn               | Nationalitet      | Tid   |
| --------- | ------------------ | ----------------- | ----- |
| 1         | David Jenkins      | Storbritannien    | 46,15 |
| 2         | Anders Faager      | Sverige           | 46.29 |
| 3         | Munyoro Nyamau     | Kenya             | 46.33 |
| 4         | Omar Ghizlat       | Marocko           | 46.37 |
| 5         | Bruce Ijirighwo    | Nigeria           | 46.59 |
| 6         | Samuela Yavala     | Fiji              | 47.76 |
| 7         | Théophile Nkounkou | Kongo-Brazzaville | 47.86 |
| 8         | Francisco Menocal  | Nicaragua         | 50.96 |

Heat tre
| Placering | Namn                 | Nationalitet | Tid   |
| --------- | -------------------- | ------------ | ----- |
| 1         | Georg Nückles        | Västtyskland | 46,64 |
| 2         | Yoshiharu Tomonaga   | Japan        | 47.01 |
| 3         | Francis Kerbiriou    | Frankrike    | 47.01 |
| 4         | Sam Bugri            | Ghana        | 47.83 |
| 5         | Thomas N’Ma          | Liberia      | 49.73 |
| 6         | Jean-Max Faustin     | Haiti        | 52.33 |
| -         | Marcello Fiasconaro  | Italien      | DNS   |
| -         | Michael Frederiksson | Sverige      | DNS   |

Heat fyra
| Placering | Namn               | Nationalitet | Tid   |
| --------- | ------------------ | ------------ | ----- |
| 1         | Alberto Juantorena | Kuba         | 45,94 |
| 2         | Wayne Collett      | USA          | 46.00 |
| 3         | Claver Kamanya     | Tanzania     | 46.18 |
| 4         | Gilles Bertould    | Frankrike    | 46.36 |
| 5         | Eric Phillips      | Venezuela    | 46.74 |
| 6         | Pedro Ferrer       | Puerto Rico  | 47.90 |
| 7         | Nicodemus Maipampe | Zambia       | 48.84 |

Heat fem
| Placering | Namn              | Nationalitet | Tid   |
| --------- | ----------------- | ------------ | ----- |
| 1         | Tegegne Bezabeh   | Etiopien     | 45,88 |
| 2         | Vincent Matthews  | USA          | 45.94 |
| 3         | Angelo Hussein    | Sudan        | 47.01 |
| 4         | Robert Ojo        | Nigeria      | 47.03 |
| 5         | Fanahan McSweeney | Irland       | 47.07 |
| 6         | Fernando Silva    | Portugal     | 47.67 |
| 7         | Kassem Hamzé      | Libanon      | 49.20 |

Heat sex
| Placering | Namn               | Nationalitet   | Tid   |
| --------- | ------------------ | -------------- | ----- |
| 1         | Charles Asati      | Kenya          | 45.16 |
| 2         | Leighton Priestley | Jamaica        | 45,75 |
| 3         | Fernando Acevedo   | Peru           | 45.80 |
| 4         | Jan Werner         | Polen          | 45.93 |
| 5         | Gary Armstrong     | Storbritannien | 46.48 |
| 6         | Francisco Rojas    | Paraguay       | 47.46 |
| 7         | Brian McLaren      | Kanada         | 47.65 |
| -         | Caspar Springer    | Barbados       | DNF   |

Heat sju
| Placering | Namn              | Nationalitet   | Tid   |
| --------- | ----------------- | -------------- | ----- |
| 1         | Julius Sang       | Kenya          | 45,24 |
| 2         | Martin Reynolds   | Storbritannien | 46.46 |
| 3         | Roger Vélasquez   | Frankrike      | 46.70 |
| 4         | Karl Honz         | Västtyskland   | 46.77 |
| 5         | Franklin Rahming  | Bahamas        | 48.30 |
| 6         | Ibrahima Idrissou | Benin          | 48.50 |
| 7         | William Msiska    | Malawi         | 48.81 |

Heat åtta
| Placering | Namn                    | Nationalitet | Tid   |
| --------- | ----------------------- | ------------ | ----- |
| 1         | Horst-Rüdiger Schlöske  | Västtyskland | 45,27 |
| 2         | John Smith              | USA          | 46.00 |
| 3         | Kyriakos Onisiforou     | Grekland     | 46.94 |
| 4         | Reza Entezari           | Iran         | 47.89 |
| 5         | Mohamed Mubarak         | Kuwait       | 49.61 |
| 6         | Mohamed Jaman Al-Dosari | Saudiarabien | 49.67 |
| -         | Lucijano Sušanj         | Jugoslavien  | DNS   |

Heat nio
| Placering | Namn                   | Nationalitet        | Tid   |
| --------- | ---------------------- | ------------------- | ----- |
| 1         | Markku Kukkoaho        | Finland             | 46,05 |
| 2         | Zbigniew Jaremski      | Polen               | 46,20 |
| 3         | Arthur Cooper          | Trinidad och Tobago | 47,15 |
| 4         | Amadou Gakou           | Senegal             | 47,68 |
| 5         | Tambusamy Krishnan     | Malaysia            | 48,31 |
| 6         | Frédérique Andrianaivo | Madagaskar          | 48,72 |
| 7         | Savin Chem             | Kambodja            | 48,82 |
| -         | Jimmy Sierra           | Colombia            | DNS   |

### Kvartsfinaler
Heat ett
| Placering | Namn               | Nationalitet        | Tid   |
| --------- | ------------------ | ------------------- | ----- |
| 1         | Wayne Collett      | USA                 | 45,80 |
| 2         | Alberto Juantorena | Kuba                | 45.96 |
| 3         | Jan Werner         | Polen               | 46.02 |
| 4         | Martin Reynolds    | Storbritannien      | 46.11 |
| 5         | Charles Joseph     | Trinidad och Tobago | 46.14 |
| 6         | Robert Ojo         | Nigeria             | 46.73 |
| 7         | Omar Ghizlat       | Marocko             | 46.84 |
| 8         | Sam Bugri          | Ghana               | 47.34 |

Heat två
| Placering | Namn                      | Nationalitet        | Tid   |
| --------- | ------------------------- | ------------------- | ----- |
| 1         | Horst-Rüdiger Schlöke     | Västtyskland        | 45,41 |
| 2         | Vincent Matthews          | USA                 | 45.62 |
| 3         | Tegegne Bezabeh           | Etiopien            | 45.97 |
| 4         | Gilles Bertould           | Frankrike           | 46.14 |
| 5         | Wickramesinghe Wimaladasa | Ceylon              | 46.50 |
| 6         | Leighton Priestley        | Jamaica             | 47.76 |
| 7         | Arthur Cooper             | Trinidad och Tobago | 48.29 |
| 8         | Reza Entezari             | Iran                | 48.69 |

Heat tre
| Placering | Namn            | Nationalitet   | Tid   |
| --------- | --------------- | -------------- | ----- |
| 1         | David Jenkins   | Storbritannien | 45,99 |
| 2         | John Smith      | USA            | 46.04 |
| 3         | Markku Kukkoaho | Finland        | 46.11 |
| 4         | Munyoro Nyamau  | Kenya          | 46.80 |
| 5         | Bruce Ijirighwo | Nigeria        | 46.81 |
| 6         | Roger Vélasquez | Frankrike      | 46.91 |
| 7         | Amadou Gakou    | Senegal        | 46.96 |
| 8         | Angelo Hussein  | Sudan          | 47.33 |

Heat fyra
| Placering | Namn                | Nationalitet   | Tid   |
| --------- | ------------------- | -------------- | ----- |
| 1         | Karl Honz           | Västtyskland   | 45.87 |
| 2         | Julius Sang         | Kenya          | 45,92 |
| 3         | Zbigniew Jaremski   | Polen          | 46.52 |
| 4         | Anders Faager       | Sverige        | 46.54 |
| 5         | Francis Kerbiriou   | Frankrike      | 46.63 |
| 6         | Yoshiharu Tomonaga  | Japan          | 46.92 |
| 7         | Gary Armstrong      | Storbritannien | 47.10 |
| 8         | Kyriakos Onisiforou | Grekland       | 47.22 |

Heat fem
| Placering | Namn              | Nationalitet | Tid   |
| --------- | ----------------- | ------------ | ----- |
| 1         | Charles Asati     | Kenya        | 46,04 |
| 2         | Andrzej Badeński  | Polen        | 46.19 |
| 3         | Georg Nückles     | Västtyskland | 46.30 |
| 4         | Claver Kamanya    | Tanzania     | 46.55 |
| 5         | Mulugetta Tadesse | Etiopien     | 46.85 |
| 6         | Bjarni Stefánsson | Island       | 46.92 |
| 7         | Eric Phillips     | Venezuela    | 46.97 |
| -         | Fernando Acevedo  | Peru         | DNS   |

### Semifinaler
Heat ett
| Placering | Namn             | Nationalitet   | Tid   |
| --------- | ---------------- | -------------- | ----- |
| 1         | Vincent Matthews | USA            | 44,94 |
| 2         | Karl Honz        | Västtyskland   | 45.32 |
| 3         | John Smith       | USA            | 45.46 |
| 4         | Charles Asati    | Kenya          | 45.47 |
| 5         | David Jenkins    | Storbritannien | 45.91 |
| 6         | Tegegne Bezabeh  | Etiopien       | 45.98 |
| 7         | Georg Nückles    | Västtyskland   | 46.28 |
| 8         | Andrzej Badeński | Polen          | 46.38 |

Heat två
| Placering | Namn                   | Nationalitet   | Tid   |
| --------- | ---------------------- | -------------- | ----- |
| 1         | Julius Sang            | Kenya          | 45,30 |
| 2         | Horst-Rüdiger Schlöske | Västtyskland   | 45.62 |
| 3         | Wayne Collett          | USA            | 45.77 |
| 4         | Markku Kukkoaho        | Finland        | 46.02 |
| 5         | Alberto Juantorena     | Kuba           | 46.07 |
| 6         | Jan Werner             | Polen          | 46.26 |
| 7         | Martin Reynolds        | Storbritannien | 46.71 |
| -         | Zbigniew Jaremski      | Polen          | DNS   |

### Final
| Placering | Namn                   | Nationalitet | Tid   |
| --------- | ---------------------- | ------------ | ----- |
| 1         | Vincent Matthews       | USA          | 44,66 |
| 2         | Wayne Collett          | USA          | 44,80 |
| 3         | Julius Sang            | Kenya        | 44,92 |
| 4         | Charles Asati          | Kenya        | 45,13 |
| 5         | Horst-Rüdiger Schlöske | Västtyskland | 45,31 |
| 6         | Markku Kukkoaho        | Finland      | 45.49 |
| 7         | Karl Honz              | Västtyskland | 45,68 |
| -         | John Smith             | USA          | DNF   |